# Татарово (Владимирська область)
Татарово (рос. Татарово) — село у Муромському районі Владимирської області Російської Федерації.
Входить до складу муніципального утворення Борисоглібське сільське поселення. Населення становить 326 осіб (2010).

## Історія
Село розташоване на землях фіно-угорських народів муроми та мещери.
Від 14 квітня 1929 року належить до Муромського району, утвореного спочатку у складі Муромського округу Нижегородської області.
Згідно із законом від 11 травня 2005 року входить до складу муніципального утворення Борисоглібське сільське поселення.

## Населення
| 1859 | 1897  | 1905 | 1926  | 2002 | 2010 |
| ---- | ----- | ---- | ----- | ---- | ---- |
| 779  | ↗1011 | ↘927 | ↗1309 | ↘357 | ↘326 |